# Cornelis Floris de Vriendt
Pour les articles homonymes, voir Floris et De Vriendt.
Cornelis Floris de Vriendt, né en 1514 et mort le 20 octobre 1575, est un architecte et sculpteur de la Renaissance flamande. Il a joué un rôle important dans la construction de l'Hôtel de ville d'Anvers.
Son frère était le peintre Frans Floris, pour qui il a conçu une maison à Anvers.

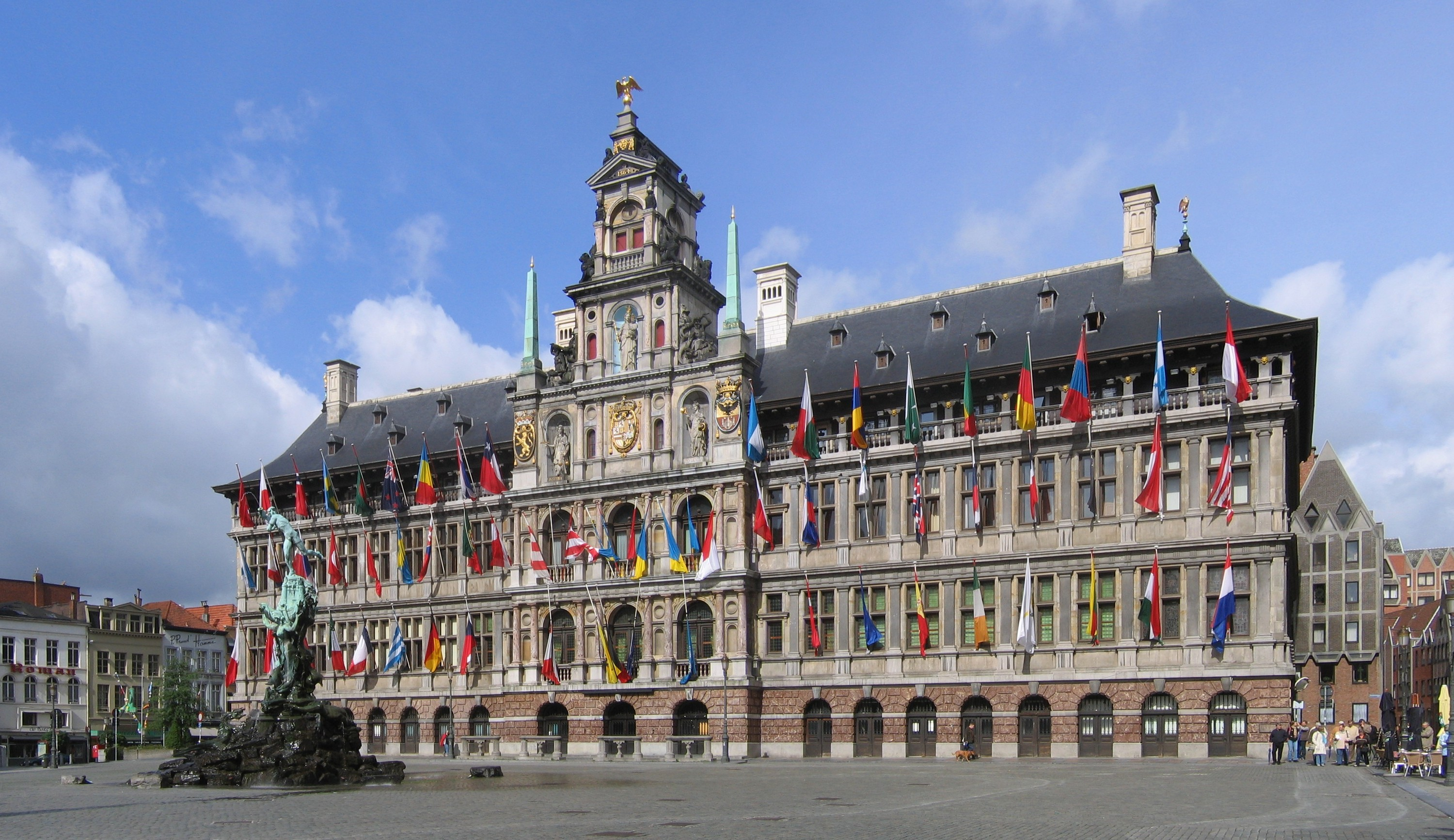
Hôtel de ville d'Anvers